# 吉隆坡市足球會
吉隆坡市足球會（英語：Kuala Lumpur City F.C.，简称为KLU），是馬來西亞吉隆坡的一家足球协会，成立於1974年，現時參與馬來西亞足球超級聯賽。

## 简介
吉隆坡最成功的时期是在1980年代末，当时他们在1986年和1988年两次赢得全国联赛冠军。他们也连续三年（1987年、1988年和1989年）赢得了马来西亚杯。吉隆坡在1993年、1994年和1999年赢得了马来西亚足总杯以及在1988年、1995年和2000年三次获得马来西亚慈善盾。
2020年9月，球会根据马来西亚足协的私有化程序进行私有化，并更名为吉隆坡联队。
2021年3月，在2021年马来西亚超级足球联赛开赛前，球队改名为吉隆坡市。同一年，吉隆坡市在马来西亚杯决赛以2比0击败了柔佛DT，获得2021年马来西亚杯冠军，这是吉隆坡市时隔32年来再次捧得马来西亚杯。
2022年，吉隆坡市在2022年亚洲足协杯小组赛以1胜1和的战绩晋级淘汰赛。在东南亚区淘汰赛第一轮中吉隆坡市对阵越南電信中正赛双方打成平手，最终在点球大战吉隆坡市以6比5击败越南電信，晋级东南亚区决赛。在东南亚区决赛中，吉隆坡市5比2大胜来自印尼的PSM望加锡，成为东南亚区冠军晋级跨区准决赛。在跨区准决赛吉隆坡市战胜3比1战胜ATK莫亨巴根，成功晋级跨区决赛（半决赛）。

## 球队主场
球队主场设立在马来西亚首都吉隆坡的吉隆坡体育场，能容纳1万8千人。

## 球员名单
| 編號     | 國籍     | 球員名字                                  | 位置     | 出生日期       |          |          |          |
| 守 門 員 | 守 門 員 | 守 門 員                                  | 守 門 員 | 守 門 員       | 守 門 員 | 守 門 員 | 守 門 員 |
| -------- | -------- | ----------------------------------------- | -------- | -------------- | -------- | -------- | -------- |
| 1        | 菲律宾   | 昆西·卡姆拉德（Quincy Kammeraad）         | 門將     | 2001年2月1日   |          |          |          |
| 22       | 马来西亚 | 哈菲祖尔·哈金（Hafizul Hakim）            | 門將     | 1993年3月30日  |          |          |          |
| 30       | 马来西亚 | 阿斯拉夫·奥马尔（Asyraaf Omar）           | 門將     | 1994年9月12日  |          |          |          |
| 後 衛    |          |                                           |          |                |          |          |          |
| 3        | 马来西亚 | 亚当·诺尔·阿兹林（Adam Nor Azlin）        | 中后卫   | 1996年1月5日   |          |          |          |
| 4        | 马来西亚 | 卡迈勒·阿齐兹（Kamal Azizi）              | 右后卫   | 1993年8月28日  |          |          |          |
| 9        | 澳大利亚 | 贾恩卡洛·加利福科（Giancarlo Gallifuoco） | 中后卫   | 1994年1月12日  |          |          |          |
| 12       | 马来西亚 | 德克兰·兰伯特（Declan Lambert）           | 右后卫   | 1998年9月21日  |          |          |          |
| 20       | 马来西亚 | 莫德·纳斯鲁哈奇（Azrif Nasrulhaq）        | 右后卫   | 1991年5月27日  |          |          |          |
| 23       | 马来西亚 | 西亚兹万·安迪克（Syazwan Andik）          | 左后卫   | 1996年8月4日   |          |          |          |
| 96       | 乌克兰   | 海鲁尔·纳伊姆（Dmytro Lytvyn）            | 中后卫   | 1996年11月21日 |          |          |          |
| 中 場    |          |                                           |          |                |          |          |          |
| 6        | 马来西亚 | 瑞恩·兰伯特（Ryan Lambert）               | 中场     | 1998年9月21日  |          |          |          |
| 7        | 阿根廷   | 恩佐·贡萨洛·科拉（Enzo Gonzalo Cora）     | 前腰     | 1997年8月8日   |          |          |          |
| 8        | 马来西亚 | 扎菲里·雅雅（Zhafri Yahya）               | 中场     | 1994年9月25日  |          |          |          |
| 14       | 马来西亚 | 西亚迈尔·库蒂·阿巴（Syamer Kutty Abba）   | 中场     | 1997年10月1日  |          |          |          |
| 21       | 马来西亚 | 肯尼·帕尔拉杰（Kenny Pallraj）            | 右中场   | 1993年4月21日  |          |          |          |
| 24       | 西班牙   | 戈尔卡·拉鲁西亚（Gorka Larrucea）         | 中场     | 1993年2月24日  |          |          |          |
| 前 鋒    |          |                                           |          |                |          |          |          |
| 10       | 利比里亚 | 克帕·舍门（Kpah Sherman）                 | 前锋     | 1992年2月3日   |          |          |          |
| 11       | 马来西亚 | 沙法威·拉昔（Safawi Rasid）               | 右边锋   | 1997年3月5日   |          |          |          |
| 17       | 马来西亚 | 法兹鲁尔·阿米尔（Fazrul Amir）            | 左边锋   | 2000年2月27日  |          |          |          |
| 28       | 马来西亚 | 保罗·若苏埃（Paulo Josué）                | 前锋     | 1989年3月13日  |          |          |          |
| 37       | 马来西亚 | 哈奇米·罗斯利（Haqimi Azim）              | 前锋     | 2003年1月6日   |          |          |          |
| 48       | 義大利   | 尼克勞·杜米特魯（Nicolao Dumitru）        | 左边锋   | 1991年10月12日 |          |          |          |
| 17       | 阿根廷   | 曼努埃尔·伊达尔戈（Manuel Hidalgo）       | 右边锋   | 1997年5月3日   |          |          |          |

## 球队荣誉

### 國內賽
马来西亚超级足球联赛
- 1986年，1988年  冠军
- 1982年，1987年，1989年  亚军

FAM联赛
- 2014年  亚军

马来西亚足总杯
- 1993年，1994年，1999年  冠军
- 1992年  亚军

马来西亚杯
- 1987年，1988年，1989年 ，2021年 冠军
- 1985年  亚军

### 國際賽
亚洲冠军联赛
- 1987年  半决赛
- 1989年  半决赛

亞洲足協盃
- 2022年亚军